# Abtei Notre-Dame de Déols

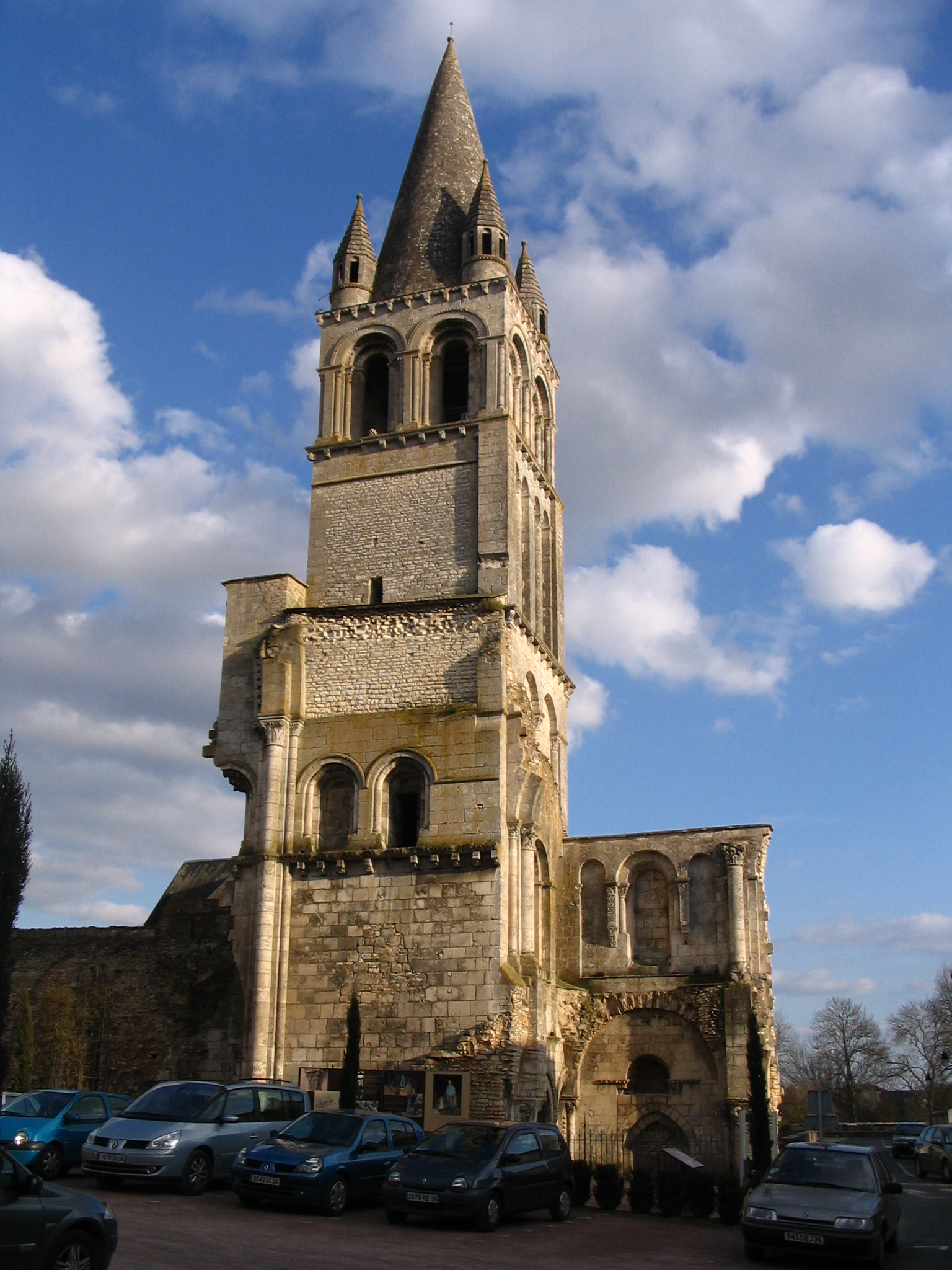
Der Glockenturm der Abtei Déols

Die Abtei Notre-Dame de Déols oder Abtei Notre-Dame de Bourg-Dieu ist eine ehemalige Benediktinerabtei, die heute größtenteils in Trümmern liegt; sie befindet sich in Déols in der Nähe von Châteauroux im Département Indre. Der Turm der Kirche wurde 1862 als Monument historique klassifiziert, die übrigen erhaltenen Gebäude wurden zwischen 1928 und 1951 unter Schutz gestellt.

## Geschichte
Die Abtei wurde am 2. September 917 von Ebbes, Seigneur de Déols, gegründet, so wie einige Jahre zuvor sein Lehnsherr, der Herzog Wilhelm von Aquitanien die Abtei Cluny gegründet hatte. Wie das Vorbild wurde auch die Abtei Déols unmittelbar der Autorität des Papstes unterstellt und nicht dem regionalen Bischof, hier dem Erzbischof von Bourges.
Die Abtei wurde schnell zu einer wohlhabenden Einrichtung, neben der Abtei Saint-Martin de Massay die mächtigste im Berry und eine der wichtigsten im mittelalterlichen Frankreich. Ihre bedeutendste Zeit war die vom 12. bis 14. Jahrhundert.
Nach dem Niedergang der Abtei im 15. Jahrhundert geriet Déols zu Beginn des 16. Jahrhunderts unter das System des Kommendataräbte. In der Zeit der Hugenottenkriege (1562–1564) wurde die Abtei teilweise von den Protestanten zerstört, wovon sie sich nicht mehr erholte, so dass Henri II. de Bourbon, prince de Condé 1622 mit Zustimmung Ludwigs XIII. vom Papst Gregor XV. die Erlaubnis zur Säkularisation erhielt, die 1629 wirksam wurde. Die Gebäude der Abtei wurden dann zu einem Steinbruch.

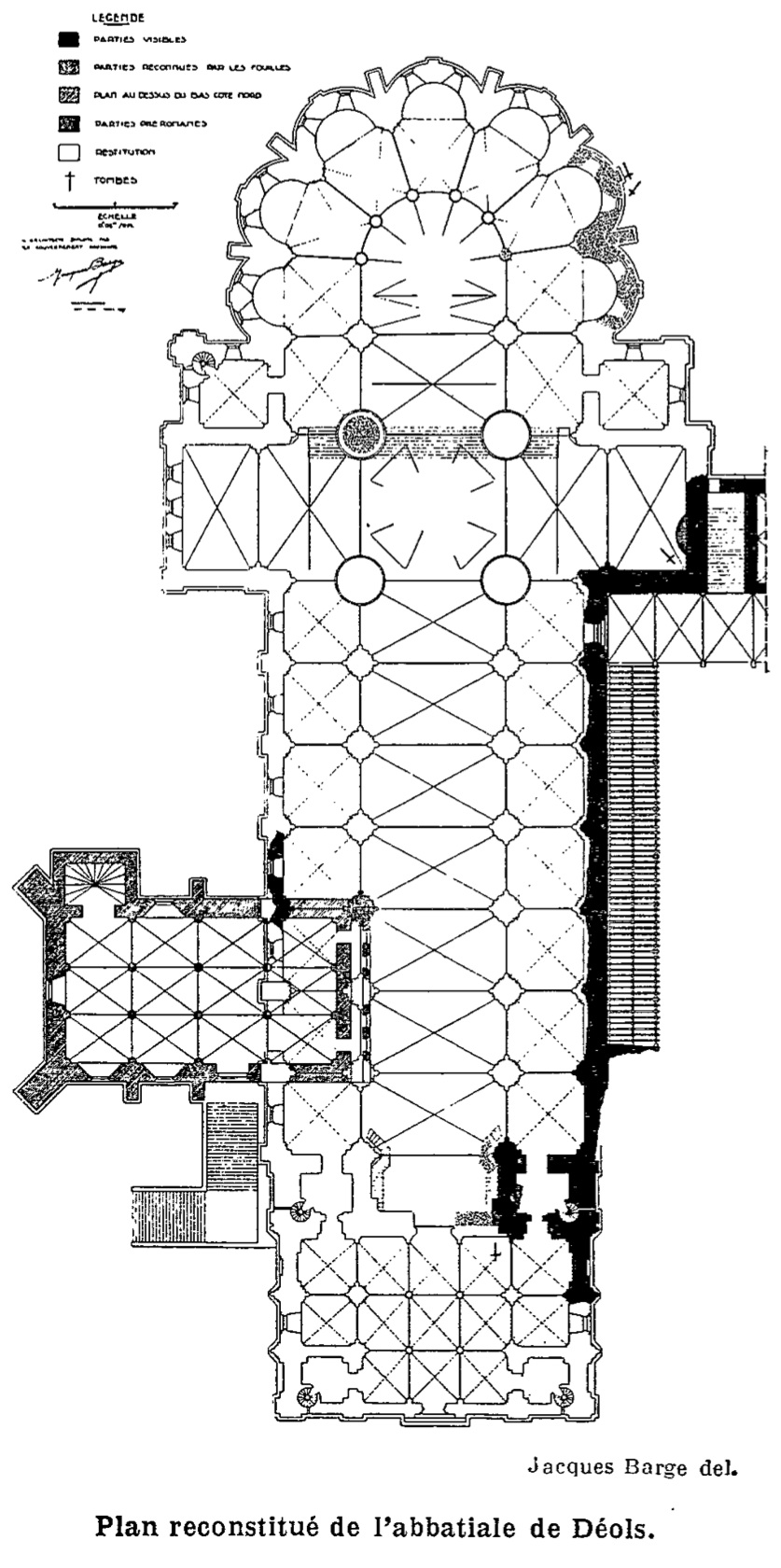
Grundriss der Abteikirche

Heute existieren nur noch sind der Glockenturm, die vierte Bogen des nördlichen Seitenschiffs, die Krypta, die Südwand des Kirchenschiffs und die Verbindungstür mit dem Kreuzgang, das Gefängnis, der Kapitelsaal, die Salle carrée, das Refektorium, die Küche und die übrigen Konventsgebäude.
Restaurierungsarbeiten begannen 1843, als Prosper Mérimée sich für die Abtei interessierte und „den einzigen verbliebenen Turm vor dem Ruin retten wollte“. Nach einem langen Eingriff wurden der Glockenturm, die Südwand des Kirchenschiffs und der noch sichtbare Teil der Nordmauer 1862 als historische Denkmäler klassifiziert.
Archäologische Ausgrabungen in den Jahren von 1924 bis 1926 ermöglichten es, den Grundriss der Abteikirche zu erschließen. Romanische Skulpturen aus der Abtei sind im Lapidarium des Musée Bertrand Châteauroux ausgestellt.

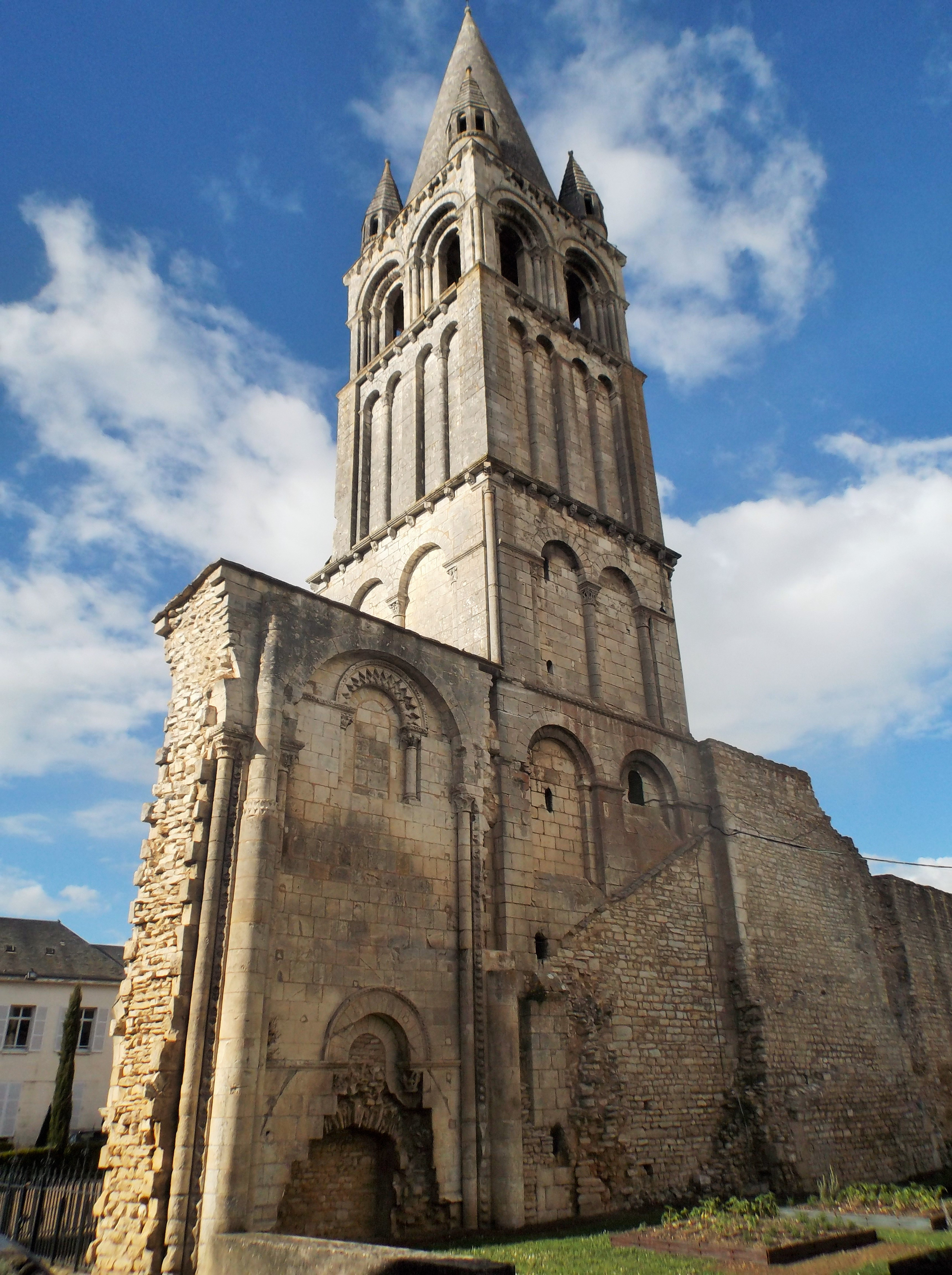
Glockenturm.
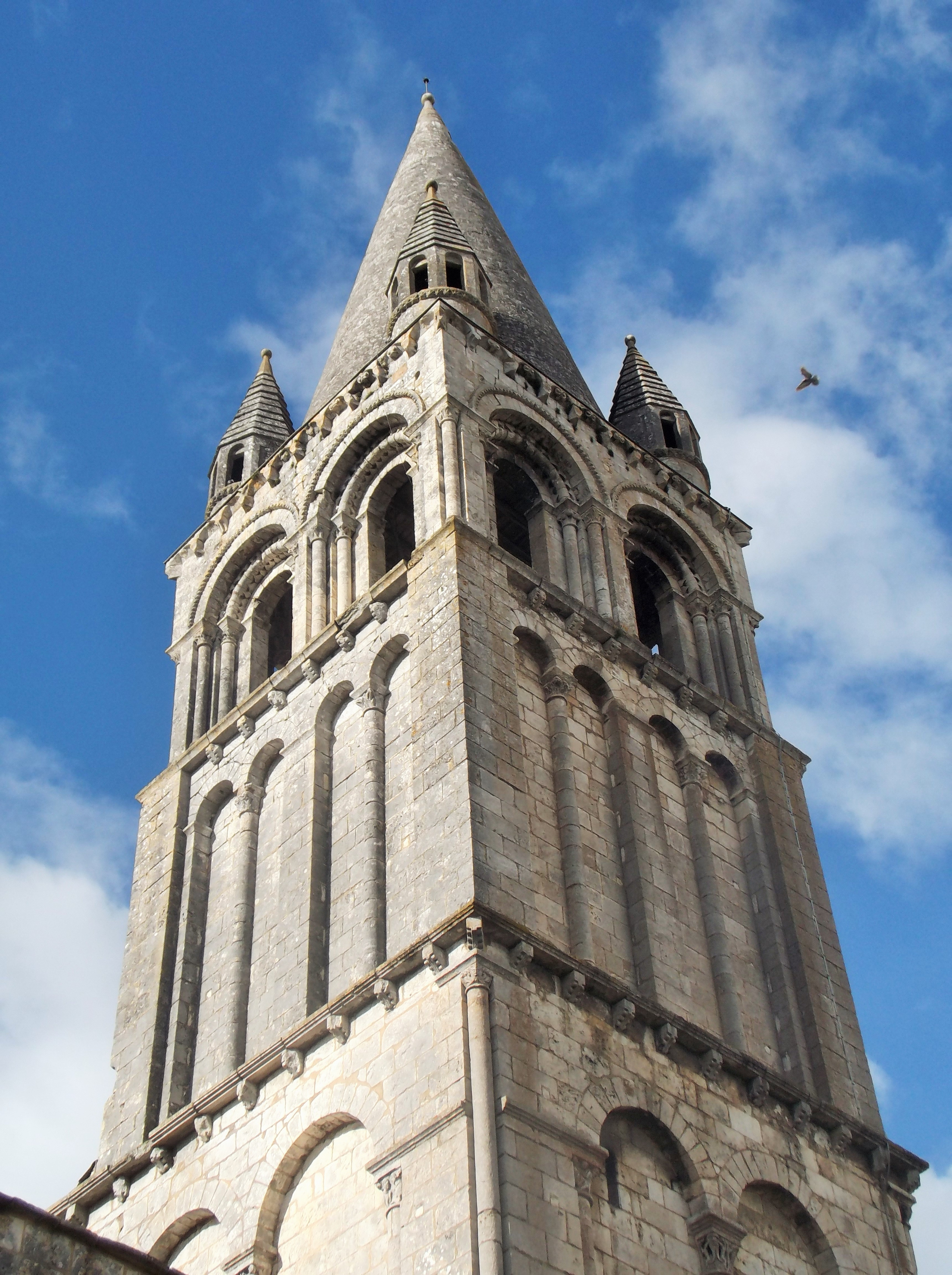
Die Turmspitze.
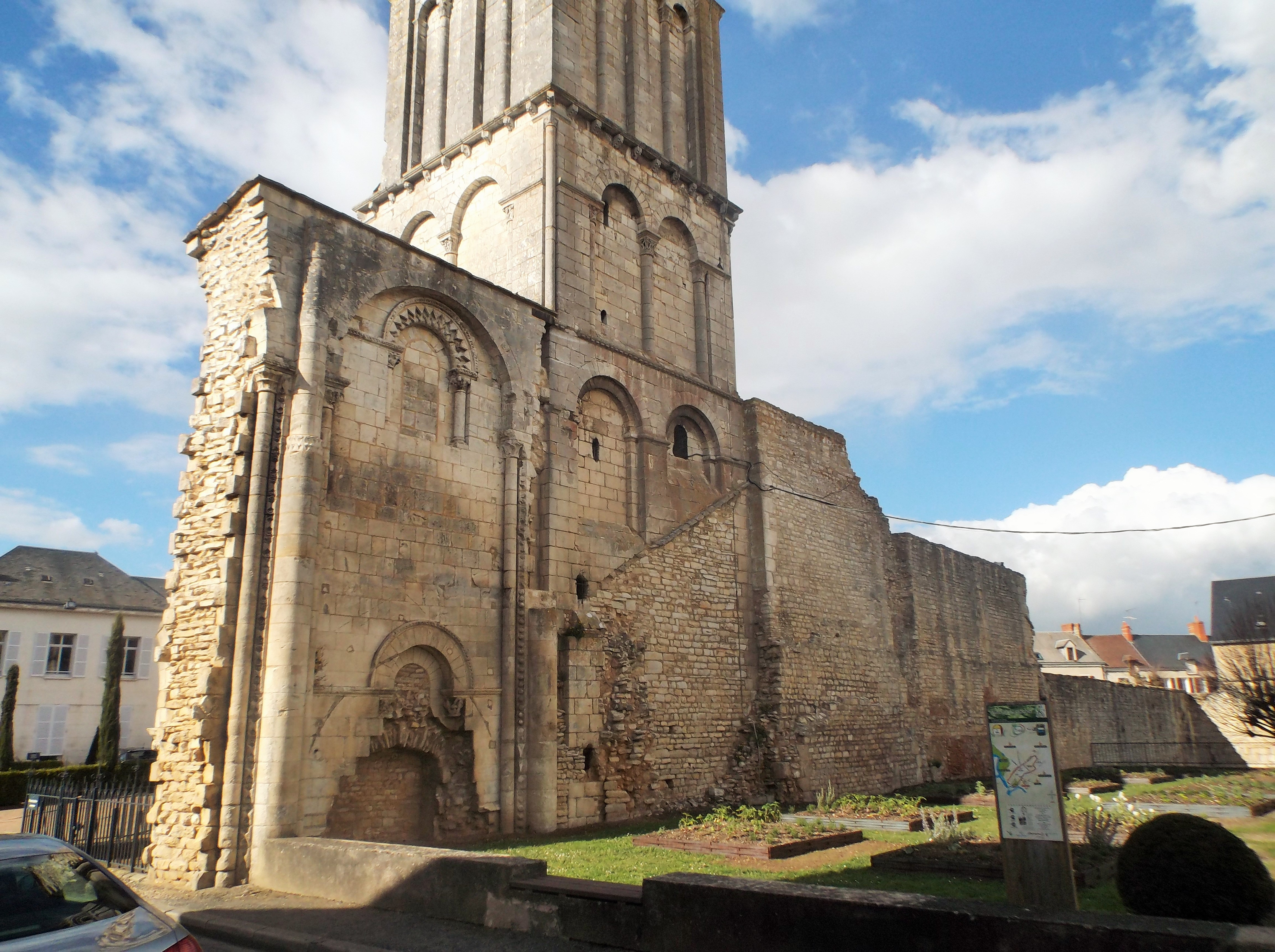
Der erhaltene Mauerabschnitt, der an den Glockenturm angrenzt.
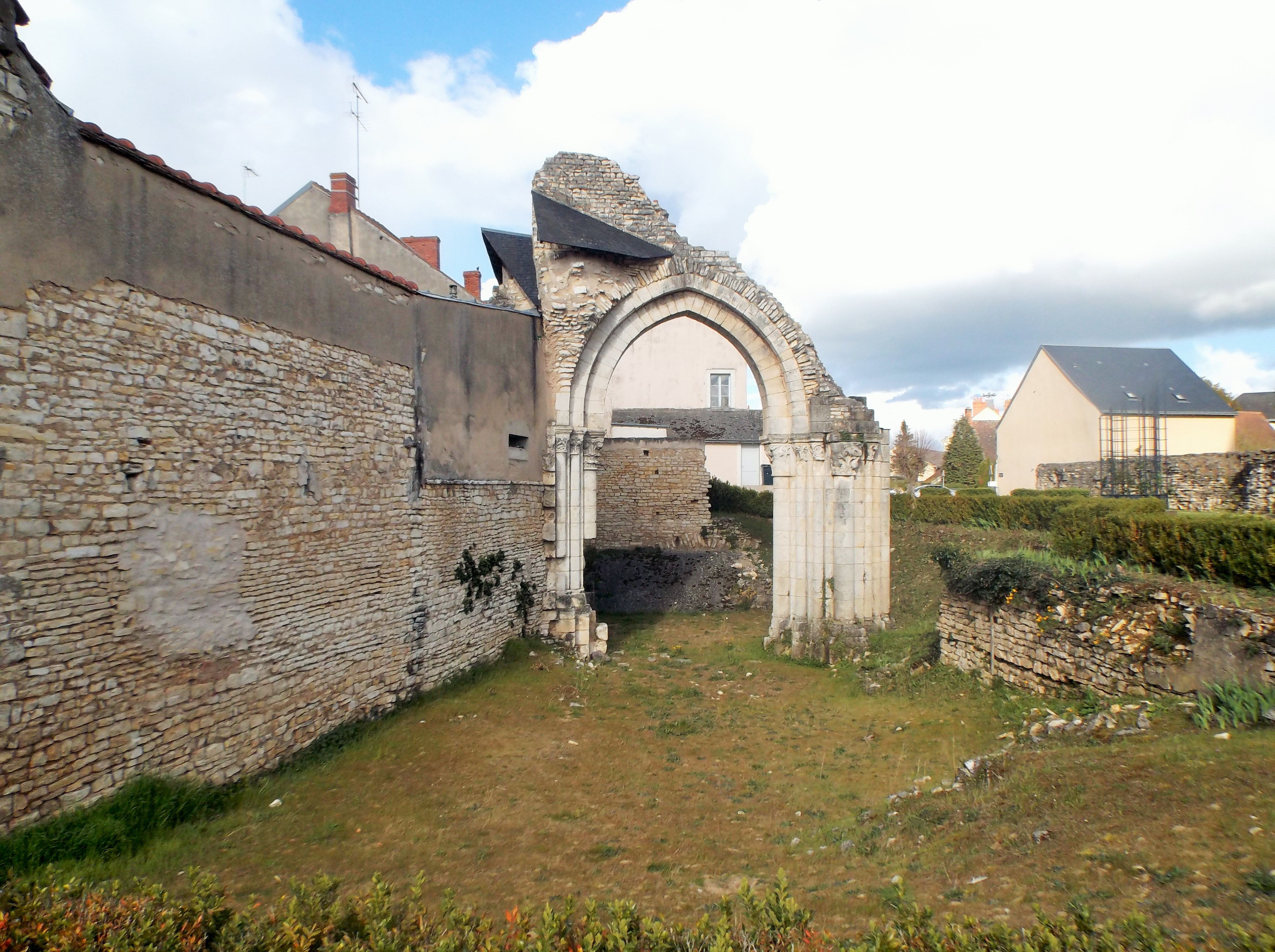
Der Durchgang zum Kloster.
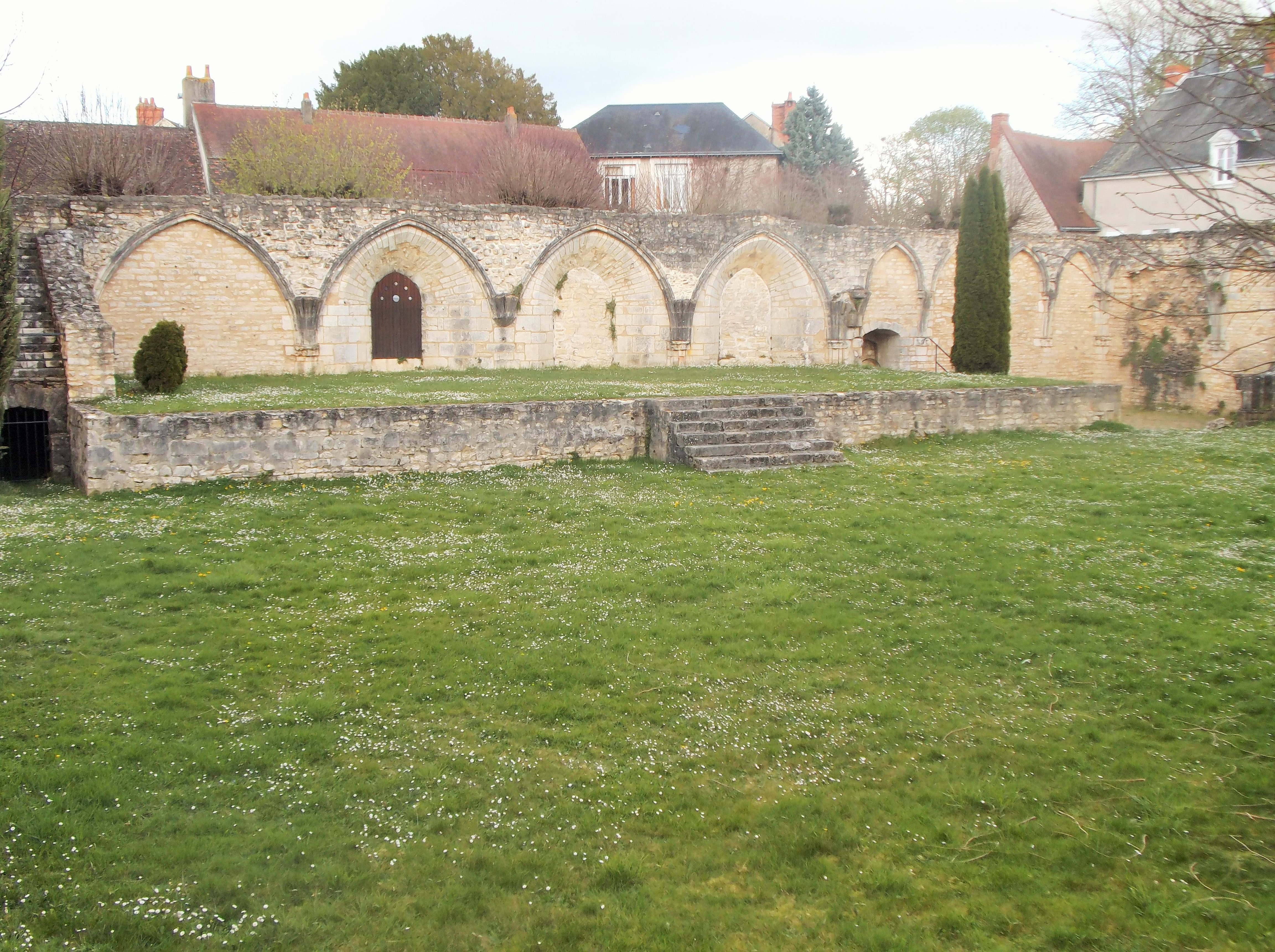
Reste der Kreuzgangs.

## Liste der regulären Äbte
- Berno von Baume, 917–926, auch Abt von Cluny und Massay
- Odo von Cluny, 926–942, ebenfalls Abt von Cluny und Massay
- Frobert/Frambert, 942–951
- Raynard, 951–968
- Ranulph/Renulphe, 968–970
- Dacbert, 970–978
- Roch, 978–990
- Hugues I., 990–997
- Eumène/Eumerius/Emenon, 997–1013.
- Herbert, 1013–nach 1040.
- Bernard, nach 1040–1050.
- Ingebauld, 1050–1051.
- Raymond, 1051–1072.
- Pierre, 1072–1074.
- Warmond/Guarmond, 1074–1077.
- Gauthier, 1077–1079, von Papst Gregor VII. nicht anerkannt.
- Warmond/Guarmond, 1079–1087 (2. Mal).
- Aldebert/Audebert de Montmorillon, 1087–1097, 1093–1097 auch Erzbischof von Bourges (sieh Haus Périgord)
- Bernier de Bonneval, 1097, gewählt, aber von einem Teil der Mönche nicht anerkannt.
- Giraud/Gérald, 1097–1099.
- Hugues II., 1099–1102.
- Jean I., 1103–1119?, empfängt im März 1107 Papst Paschalis II.
- Hugues, ab 1119
- Jean, bis 1138.
- Jean II. de Poitiers, vor 22. März 1438–vor 1148.
- Gerbert/Gilbert, vor 1148–1153.
- Géraud, 1153–1154.
- Girard Morail, vor Mai 1154–1176, empfängt im September 1162 und erneut im Juli 1163 Papst Alexander III.
- Jean III. de la Roche/du Rochat, 1176–1184.
- Gérald/Géraud d’Épineuil, 1184–1194, Abt während des Wunders von Déols.
- Raoul du Puy, 1194–1211.
- Jean IV. de la Roche, 1211–1253, empfängt 1223 Papst Honorius III., im April 1247 Weihe eines Altars durch Odo von Châteauroux.
- Jean V. du Mont, 1255–1283.
- Evrard I. de Nouzerolles, 1283–1295.
- Jean VI. d’Yvernault, 1295–1308.
- Guillaume de Céris, 1308–1324.
- Hugues de Génetines, 1324, gewählt, aber von Papst Johannes XXII. nicht anerkannt.
- Geoffroy de Céris, 1325–1348/49.
- Hugues VI. de Cros, 1348/49–1383/84.
- Guillaume Bailli, 1380? –1389.
- Robert, amtierte zwei Jahre.
- Jean VII., vor 1394–nach 1405.
- Hélie Martineau, vor 1409–1415.
- Thibaut Macon, vor 1426–1432.
- Simon de Céris, vor 1438–1459.
- Evrard II de Léon, 1459–1476.
- Hugues Fumée, ab 1459
- Louis de Combord, 1476–1482.
- Jean VI. Loubert/Loubbes/Lobes, 1482–1501.

### Kommendataräbte
- René de Prie, 1501–1516, Bischof von Bayeux, Abt von Notre-Dame d’Issoudun und La Prée
- Adrien Gouffier, Cardinal de Boissy, 1516–1523
- Claude du Prat, 1523 erwähnt, Bischof von Mende, Bruder von Antoine Duprat
- Jacques Loubbe, 1523–nach 1536
- Jean de Guise, Cardinal de Lorraine, vor 1543–…
- Georges II. d’Amboise, vor 1545–1550, Erzbischof von Rouen. 1546 Kardinal
- Jean VII du Puy, …–…
- Robert II. de Lenoncourt, 1550–…
- Jacques oder Jacob Leroy, vor 1551–1572, Erzbischof von Bourges
- Charles de Guise, Cardinal de Lorraine, 1572–1574
- Louis de Guise, 1575–1578, Erzbischof von Reims und Kardinal
- Claude de Lorraine, genannt le Chevalier d’Aumale, 1578–1591, Abt von Saint-Pierre de Chartres und Le Bec, Sohn von Claude de Lorraine, duc d’Aumale
- Jean Helluys, 1591–1594 (?), vom Duc d’Aumale designierter Abt
- François de Chennevières, 1597–1599, Abt von Saint-Corneille in Compiègne und Saint-Gildas in Châteauroux
- Charles de L’Aubespine, 1602–1613, Kanoniker an Notre-Dame de Paris
- Jean Du Piau, Abbé confidentiaire zur Abwicklung der Abtei, 1613–1623